# Dundalk Football Club 2021
Questa voce raccoglie le informazioni riguardanti il Dundalk Football Club nelle competizioni ufficiali della stagione 2021.

## Maglie e sponsor
| Casa | Trasferta |

## Rosa
Aggiornata al 23 aprile 2021
| N. |                     | Ruolo | Calciatore        |
| -- | ------------------- | ----- | ----------------- |
| 1  | Albania (bandiera)  | P     | Alessio Abibi     |
| 3  | Irlanda (bandiera)  | D     | Brian Gartland    |
| 4  | Irlanda (bandiera)  | D     | Andy Boyle        |
| 5  | Irlanda (bandiera)  | C     | Chris Shields     |
| 6  | Fær Øer (bandiera)  | D     | Sonni Nattestad   |
| 7  | Irlanda (bandiera)  | C     | Michael Duffy     |
| 8  | Scozia (bandiera)   | C     | Sam Stanton       |
| 9  | Irlanda (bandiera)  | A     | Patrick Hoban     |
| 10 | Irlanda (bandiera)  | C     | Greg Sloggett     |
| 11 | Irlanda (bandiera)  | C     | Patrick McEleney  |
| 12 | Irlanda (bandiera)  | D     | Andrew Quinn      |
| 13 | Lettonia (bandiera) | D     | Raivis Jurkovskis |
| 14 | Scozia (bandiera)   | P     | Peter Cherrie     |
| 15 | Irlanda (bandiera)  | D     | Darragh Leahy     |

| N. |                               | Ruolo | Calciatore          |
| -- | ----------------------------- | ----- | ------------------- |
| 16 | Irlanda (bandiera)            | C     | Seán Murray         |
| 17 | Norvegia (bandiera)           | A     | Ole Erik Midtskogen |
| 18 | Inghilterra (bandiera)        | C     | Will Patching       |
| 19 | Rep. Centrafricana (bandiera) | A     | Wilfried Zahibo     |
| 20 | Inghilterra (bandiera)        | A     | Junior Ogedi-Uzokwe |
| 21 | Irlanda (bandiera)            | D     | Daniel Cleary       |
| 23 | Irlanda del Nord (bandiera)   | D     | Cameron Dummigan    |
| 25 | Irlanda (bandiera)            | A     | Val Adedokun        |
| 27 | Irlanda (bandiera)            | C     | Daniel Kelly        |
| 28 | Irlanda (bandiera)            | C     | Ryan O'Kane         |
| 29 | Irlanda (bandiera)            | A     | David McMillan      |
| 77 | Corea del Sud (bandiera)      | A     | Han Jeong-uh        |
| 90 | Stati Uniti (bandiera)        | C     | Jesús Pérez         |

## Risultati

### Premier Division

#### Stagione regolare
| Arbitro: | Neil Doyle |

|            |           |              |
| Parkes 23’ | Marcatori | 16’ McEleney |

| Arbitro: | Derek Tomney |

|           |           |                |
| Hoban 23’ | Marcatori | 43’, 63’ Foley |

| Arbitro: | Paul McLoughlin |

|                        |           |           |
| Mandroiu 35’ Watts 76’ | Marcatori | 89’ Hoban |

| Arbitro: | Rob Harvey |

|  |           |           |
|  | Marcatori | 13’ Kelly |

| Arbitro: | Damien MacGraith |

|                  |           |          |
| Ogedi-Uzokwe 85’ | Marcatori | 56’ Bone |

| Arbitro: | Rob Hennessy |

|              |           |              |
| McJannet 61’ | Marcatori | 54’ McMillan |

| Arbitro: | Adriano Reale |

|                      |           |           |
| McMillan 85’ Han 71’ | Marcatori | 90’ Lyons |

| Arbitro: | Derek Tomney |

|  |           |                                        |
|  | Marcatori | 25’ Boyle 43’ (rig.) Shields 46’ Duffy |

| Arbitro: | Damien MacGraith |

|                      |           |                              |
| Grimes 6’ Manley 14’ | Marcatori | 20’ Ogedi-Uzokwe 81’ Shields |

| Arbitro: | Rob Hennessy |

|  |           |            |
|  | Marcatori | 39’ Gibson |

| Arbitro: | Neil Doyle |

|             |           |                |
| McNamee 19’ | Marcatori | 49’ Midstkogen |

| Arbitro: | Rob Harvey |

|                        |           |             |
| McEleney 11’ Kelly 59’ | Marcatori | 13’ O'Brien |

| Arbitro: | Ben Connolly |

|                                             |           |              |
| Kelly 5’, 50’, 64’ Wilson 9’ Omochere 90+3’ | Marcatori | 14’ Sloggett |

| Arbitro: | Neil Doyle |

|  |           |                              |
|  | Marcatori | 32’ (aut.) Bone 51’ McMillan |

| Arbitro: | John McLoughlin |

|                  |           |                             |
| Hoban 30’ (rig.) | Marcatori | 44’, 75’ Martin 62’ Griffin |

| Arbitro: | Robert Hennessy |

|             |           |             |
| Shields 26’ | Marcatori | 12’ McNally |

| Arbitro: | Graham Kelly |

|  |           |           |
|  | Marcatori | 35’ Duffy |

| Arbitro: | Rob Harvey |

|                            |           |          |
| Kelly 36’ Hoban 56’ (rig.) | Marcatori | 60’ Toal |

| Arbitro: | Damien MacGraith |

|                                  |           |           |
| Scales 37’ Gannon 45’ Greene 75’ | Marcatori | 11’ Hoban |

| Arbitro: | Rob Harvey |

|              |           |  |
| McMillan 33’ | Marcatori |  |

| Arbitro: | Rob Harvey |

|             |           |                                                        |
| Hoban 25’ 9 | Marcatori | 11’ Melvin-Lambert 41’, 79’ Smith 71’ (rig.) Forrester |

| Arbitro: | Damien MacGraith |

|                      |           |  |
| McGonigle 50’ (rig.) | Marcatori |  |

### FAI Cup
| Arbitro: | Neil Doyle |

|  |           |              |
|  | Marcatori | 33’ McMillan |

### Supercoppa d'Irlanda
| Arbitro: | Damien MacGraith |

|                                          |                      |                                           |
| Scales 47’                               | Marcatori            | 79’ Nattestad                             |
| Watts Greene O'Brien Gaffney Burke Lopes | Tiri di rigore 3 – 4 | Hoban Sloggett Cleary Shields Boyle Leahy |

### Conference League
| Arbitro: | Luca Barbeno |

|                                                    |           |  |
| Duffy 33’ McMillan 39’ Patching 62’ Jeongwoo 90+4’ | Marcatori |  |

| Arbitro: | Andrei Chivulete |

|  |           |           |
|  | Marcatori | 52’ Duffy |

| Arbitro: | Miroslav Zelinka |

|                          |           |                 |
| Patching 3’ McMillan 27’ | Marcatori | 2’, 19’ Vaštšuk |

| Arbitro: | Thorvaldur Árnason |

|            |           |                             |
| Agyiri 17’ | Marcatori | 44’ McMillan 90+2’ Patching |

| Arbitro: | Anastasios Papapetrou |

|                     |           |                   |
| Bero 20’ Openda 89’ | Marcatori | 65’, 76’ McEleney |

| Arbitro: | Alain Durieux |

|                  |           |                    |
| Hoban 71’ (rig.) | Marcatori | 28’ Bero 38’ Gboho |

## Statistiche

### Statistiche di squadra
| Competizione         | Punti | In casa | In casa | In casa | In casa | In casa | In casa | In trasferta | In trasferta | In trasferta | In trasferta | In trasferta | In trasferta | Totale | Totale | Totale | Totale | Totale | Totale | DR |
| Competizione         | Punti | G       | V       | N       | P       | Gf      | Gs      | G            | V            | N            | P            | Gf           | Gs           | G      | V      | N      | P      | Gf     | Gs     | DR |
| -------------------- | ----- | ------- | ------- | ------- | ------- | ------- | ------- | ------------ | ------------ | ------------ | ------------ | ------------ | ------------ | ------ | ------ | ------ | ------ | ------ | ------ | -- |
| Premier Division     | 27    | 10      | 4       | 2       | 4       | 11      | 12      | 12           | 3            | 4            | 5            | 15           | 20           | 22     | 7      | 6      | 9      | 26     | 32     | -6 |
| FAI Cup              | 0     | 0       | 0       | 0       | 0       | 0       | 0       | 1            | 1            | 0            | 0            | 1            | 0            | 1      | 1      | 0      | 0      | 1      | 0      | +1 |
| Supercoppa Irlandese | 0     | 0       | 0       | 0       | 0       | 0       | 0       | 0            | 0            | 0            | 0            | 0            | 0            | 1      | 0      | 1      | 0      | 1      | 1      | 0  |
| Conference League    | 0     | 3       | 1       | 1       | 1       | 7       | 4       | 3            | 2            | 1            | 0            | 5            | 3            | 6      | 3      | 2      | 1      | 12     | 7      | +5 |
| Totale               | 27    | 13      | 5       | 3       | 5       | 18      | 16      | 16           | 6            | 5            | 5            | 21           | 23           | 30     | 11     | 9      | 10     | 40     | 40     | 0  |

### Statistiche dei giocatori
| Giocatore       | Premier Division | Premier Division | Premier Division | Premier Division | FAI Cup  | FAI Cup | FAI Cup     | FAI Cup    | Supercoppa | Supercoppa | Supercoppa  | Supercoppa | Conference League | Conference League | Conference League | Conference League | Totale   | Totale | Totale      | Totale     |
| Giocatore       | Presenze         | Reti             | Ammonizioni      | Espulsioni       | Presenze | Reti    | Ammonizioni | Espulsioni | Presenze   | Reti       | Ammonizioni | Espulsioni | Presenze          | Reti              | Ammonizioni       | Espulsioni        | Presenze | Reti   | Ammonizioni | Espulsioni |
| --------------- | ---------------- | ---------------- | ---------------- | ---------------- | -------- | ------- | ----------- | ---------- | ---------- | ---------- | ----------- | ---------- | ----------------- | ----------------- | ----------------- | ----------------- | -------- | ------ | ----------- | ---------- |
| A. Abibi        | 17               | 0                | 2                | 0                | 1        | 0       | 0           | 0          | 1          | 0          | 0           | 0          | 6                 | 0                 | 1                 | 0                 | 25       | 0      | 3           | 0          |
| P. Cherrie      | 5                | 0                | 0                | 0                | 0        | 0       | 0           | 0          | 0          | 0          | 0           | 0          | 0                 | 0                 | 0                 | 0                 | 5        | 0      | 0           | 0          |
| B. Gartland     | 1                | 0                | 0                | 0                | 0        | 0       | 0           | 0          | 0          | 0          | 0           | 0          | 0                 | 0                 | 0                 | 0                 | 1        | 0      | 0           | 0          |
| A. Boyle        | 22               | 1                | 2                | 0                | 1        | 0       | 0           | 0          | 1          | 0          | 0           | 0          | 6                 | 0                 | 0                 | 0                 | 30       | 1      | 2           | 0          |
| S. Nattestad    | 7                | 0                | 1                | 0                | 1        | 0       | 0           | 0          | 1          | 1          | 0           | 1          | 6                 | 0                 | 1                 | 0                 | 15       | 1      | 2           | 1          |
| R. Jurkovskis   | 20               | 0                | 4                | 0                | 1        | 0       | 0           | 0          | 1          | 0          | 1           | 0          | 6                 | 0                 | 3                 | 0                 | 28       | 0      | 8           | 0          |
| A. Quinn        | 0                | 0                | 0                | 0                | 0        | 0       | 0           | 0          | 0          | 0          | 0           | 0          | 0                 | 0                 | 0                 | 0                 | 0        | 0      | 0           | 0          |
| D. Leahy        | 13               | 0                | 2                | 0                | 1        | 0       | 0           | 0          | 1          | 0          | 0           | 0          | 6                 | 0                 | 0                 | 0                 | 21       | 0      | 2           | 0          |
| D. Cleary       | 11               | 0                | 4                | 0                | 0        | 0       | 0           | 0          | 1          | 0          | 1           | 0          | 0                 | 0                 | 0                 | 0                 | 12       | 0      | 5           | 0          |
| C. Dummigan     | 15               | 0                | 3                | 1                | 1        | 0       | 0           | 0          | 1          | 0          | 0           | 0          | 2                 | 0                 | 0                 | 0                 | 19       | 0      | 3           | 1          |
| C. Shields      | 16               | 2                | 5                | 0                | 0        | 0       | 0           | 0          | 1          | 0          | 1           | 0          | 0                 | 0                 | 0                 | 0                 | 17       | 2      | 6           | 0          |
| M. Duffy        | 22               | 2                | 2                | 0                | 0        | 0       | 0           | 0          | 0          | 0          | 0           | 0          | 4                 | 2                 | 0                 | 0                 | 26       | 4      | 2           | 0          |
| S. Stanton      | 17               | 0                | 1                | 0                | 1        | 0       | 0           | 0          | 1          | 0          | 0           | 0          | 6                 | 0                 | 1                 | 0                 | 25       | 0      | 2           | 0          |
| G. Sloggett     | 16               | 1                | 2                | 0                | 1        | 0       | 0           | 0          | 1          | 0          | 0           | 0          | 4                 | 0                 | 0                 | 0                 | 22       | 1      | 2           | 0          |
| P. McEleney     | 20               | 2                | 2                | 0                | 1        | 1       | 0           | 0          | 1          | 0          | 0           | 0          | 6                 | 2                 | 1                 | 0                 | 28       | 5      | 3           | 0          |
| S. Murray       | 14               | 0                | 1                | 0                | 1        | 0       | 0           | 0          | 0          | 0          | 0           | 0          | 3                 | 0                 | 0                 | 0                 | 18       | 0      | 1           | 0          |
| W. Patching     | 4                | 0                | 0                | 0                | 1        | 0       | 0           | 0          | 0          | 0          | 0           | 0          | 5                 | 3                 | 1                 | 0                 | 10       | 3      | 1           | 0          |
| D. Kelly        | 12               | 2                | 1                | 0                | 1        | 0       | 0           | 0          | 0          | 0          | 0           | 0          | 6                 | 0                 | 2                 | 0                 | 19       | 2      | 3           | 0          |
| R. O'Kane       | 6                | 0                | 1                | 0                | 0        | 0       | 0           | 0          | 0          | 0          | 0           | 0          | 1                 | 0                 | 0                 | 0                 | 7        | 0      | 1           | 0          |
| J. Pérez        | 2                | 0                | 0                | 0                | 0        | 0       | 0           | 0          | 0          | 0          | 0           | 0          | 0                 | 0                 | 0                 | 0                 | 2        | 0      | 0           | 0          |
| P. Hoban        | 14               | 6                | 2                | 0                | 0        | 0       | 0           | 0          | 1          | 0          | 0           | 0          | 2                 | 1                 | 1                 | 0                 | 17       | 7      | 3           | 0          |
| O. Midtskogen   | 12               | 1                | 0                | 0                | 0        | 0       | 0           | 0          | 0          | 0          | 0           | 0          | 0                 | 0                 | 0                 | 0                 | 12       | 1      | 0           | 0          |
| J. Ogedi-Uzokwe | 12               | 2                | 2                | 0                | 0        | 0       | 0           | 0          | 1          | 0          | 0           | 0          | 1                 | 0                 | 0                 | 0                 | 14       | 2      | 2           | 0          |
| V. Adedokun     | 6                | 0                | 1                | 0                | 1        | 0       | 0           | 0          | 0          | 0          | 0           | 0          | 0                 | 0                 | 0                 | 0                 | 7        | 0      | 1           | 0          |
| D. McMillan     | 14               | 3                | 2                | 0                | 1        | 0       | 0           | 0          | 1          | 0          | 0           | 0          | 2                 | 0                 | 0                 | 0                 | 18       | 3      | 2           | 0          |
| J. Han          | 7                | 1                | 0                | 0                | 1        | 0       | 0           | 0          | 1          | 0          | 0           | 0          | 1                 | 0                 | 0                 | 0                 | 10       | 1      | 0           | 0          |
| W. Zahibo       | 12               | 0                | 3                | 0                | 1        | 0       | 0           | 0          | 0          | 0          | 0           | 0          | 0                 | 0                 | 0                 | 0                 | 13       | 0      | 3           | 0          |